# Partenheimer Bach
Der Partenheimer Bach ist ein gut viereinhalb Kilometer langer und rechter Nebenbach des Selz-Zuflusses Saubach im  rheinland-pfälzischen Landkreisen Alzey-Worms und Mainz-Bingen. 

## Name
Der Bach ist benannt nach der Ortsgemeinde Partenheim in der Verbandsgemeinde Wörrstadt in Rheinhessen.

## Geographie

### Verlauf
Der Partenheimer Bach entspringt auf einer Höhe von 198 m ü. NHN inmitten von Partenheim.
Er durchfließt zunächst die Ortschaft in östlicher Richtung, unterquert dann  die L 413 und läuft danach in einem schmalen Grünstreifen und gesäumt von Büschen und Bäumen ostnordostwärts  zwischen den Gewannen Wesselsborn im Norden und Eichengewann im Süden durch Felder. Bei dem mit Wein bepflanzten Himmelberg (153,3 m ü. NHN) wird er auf seiner rechten Seite von dem aus dem Südwesten kommenden Orbelbach gestärkt.
Etwa einen halben Kilometer bachabwärts fließt ihm unweit der Gemeindegrenze nach Saulheim auf der gleichen Seite der Dornbach zu. 
Der Partenheimer Bach schlägt nun einen halben Kilometer lang einen Bogen von Norden nach Nordosten und markiert dabei die Grenze. Er betritt dann die Gemarkung des zur Gemeinde Stadecken-Elsheim gehörenden Ortsteils Stadecken und passiert dabei gleichzeitig die Kreisgrenze von Alzey-Worms nach Mainz-Bingen. Kurz danach wird er wiederum von rechts durch den Graben von Kirschhausel gespeist.
Der Partenheimer Bach läuft nun nordwärts durch Felder und Wiesen und mündet schließlich knapp vierhundert Meter südwestlich von Stadecken auf einer Höhe von 115 m ü. NHN von Süden und rechts in den aus dem Westsüdwesten heranziehenden Saubach.
Der 4,755 km lange Lauf des Partenheimer Bachs endet ungefähr 83 Höhenmeter unterhalb seiner Quelle, er hat somit ein mittleres Sohlgefälle von etwa 18 ‰.

### Einzugsgebiet
Das 12,208 km² große Einzugsgebiet des Partenheimer Bachs liegt im Naturraum Rheinhessisches Tafel- und Hügelland und wird durch ihn über den Saubach, die Selz und den Rhein zur Nordsee entwässert.
Es grenzt 
- im Osten an das Einzugsgebiet des Bachs am Wurmberg, der über den Saulheimer Bach in die Selz entwässert;
- im Südosten und Süden an das der Selz direkt;
- im Südwesten an das des Vendersheimer Bachs, der über den Sulzheimer Bach, den Wiesbach und die Nahe in den Rhein entwässert und an das Einzugsgebiet des Wiesbach-Zuflusses Johannsbach;
- im Nordwesten an das des Welzbach, der in den Rhein mündet und
- im Norden an das des Saubachs.

Im nördlichen Bereich des Einzugsgebiets überwiegt Ackerland und im Süden dominieren Weinberge.

### Zuflüsse
- Orbelbach (rechts), 2,6 km, 4,81 km²
- Dornbach (rechts), 1,0 km, 1,42 km²
- Graben von Kirschhausel (rechts), 0,9 km, 1,11 km²

## Renaturierung
Zwischen Partenheim und Stadecken, wo er in den von Jugenheim kommenden Saubach fließt, wurden in den Jahren 2002 und 2006 umfangreiche Renaturierungsmaßnahmen auf dem Gebiet der VG Wörrstadt durchgeführt. Im Jahr 2016 begannen weitere Renaturierungsarbeiten an dem Bach auf dem Gebiet der VG Nieder-Olm bei Stadecken-Elsheim.